# داستان چشم ژرژ باتای
داستان چشم ژرژ باتای (انگلیسی: Georges Bataille's Story of the Eye) یک فیلم تجربی است که با اقتباس از رمان «داستان چشم» اثر ژرژ باتای ساخته شده‌است.